# Llanarmon-yn-Iâl
Llanarmon-yn-Iâl est un village et une communauté du Denbighshire, au pays de Galles.
Il est situé dans l'est du comté, dans la vallée de l'Alyn (en), à une dizaine de kilomètres au sud de la ville de Mold.

## Démographie
Au recensement de 2011, la communauté de Llanarmon-yn-Iâl comptait 1 062 habitants.